# Sophie Diez

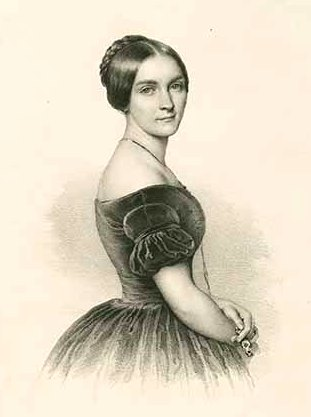
Sophie Diez, c. 1850

Sophie Diez, geborene Sophie Hartmann, (* 1. September 1820 in München; † 3. Mai 1887 ebenda) war eine deutsche Theaterschauspielerin und Opernsängerin (Sopran).

## Leben
Diez war eine Tochter des Münchner Stadtmusikanten Hartmann, durch den sie auch ihren ersten musikalischen Unterricht bekam. Bereits als Kind sang sie im Kirchenchor. Im Winter 1835/36 wurde Diez Mitglied des Chores am königlichen Hoftheater. Dort wurde sie bald schon von Dirigent Franz Lachner und T. Lenz entdeckt und weiter ausgebildet. Mit deren Unterstützung konnte sie schon im folgenden Jahr (1. Dezember) als Soubrette in der Rolle der Angelina erfolgreich debütieren.
In den folgenden Jahren konnte Diez an mehreren – von der Kritik hochgelobten – Uraufführungen mitwirken: am 20. Mai 1838 Die Hugenotten, am 23. Juli 1841 Zar und Zimmermann, am 13. November 1846 Der Waffenschmied u. a.
1841 heiratete Diez in München ihren Kollegen Ernst Friedrich Diez.
Ende 1866 konnte Diez unter großer Anteilnahme ihres Publikums ihr 30-jähriges Bühnenjubiläum feiern und Prinzregent Luitpold ernannte sie zur königl. Kammersängerin. 1870 ernannte sie die Leitung des Nationaltheaters zum Ehrenmitglied.
Mit Wirkung zum 31. Dezember 1877 trat Diez offiziell von der Bühne ab; war aber noch ein letztes Mal am 11. April 1878 als Nandl zu sehen.

## Grabstätte

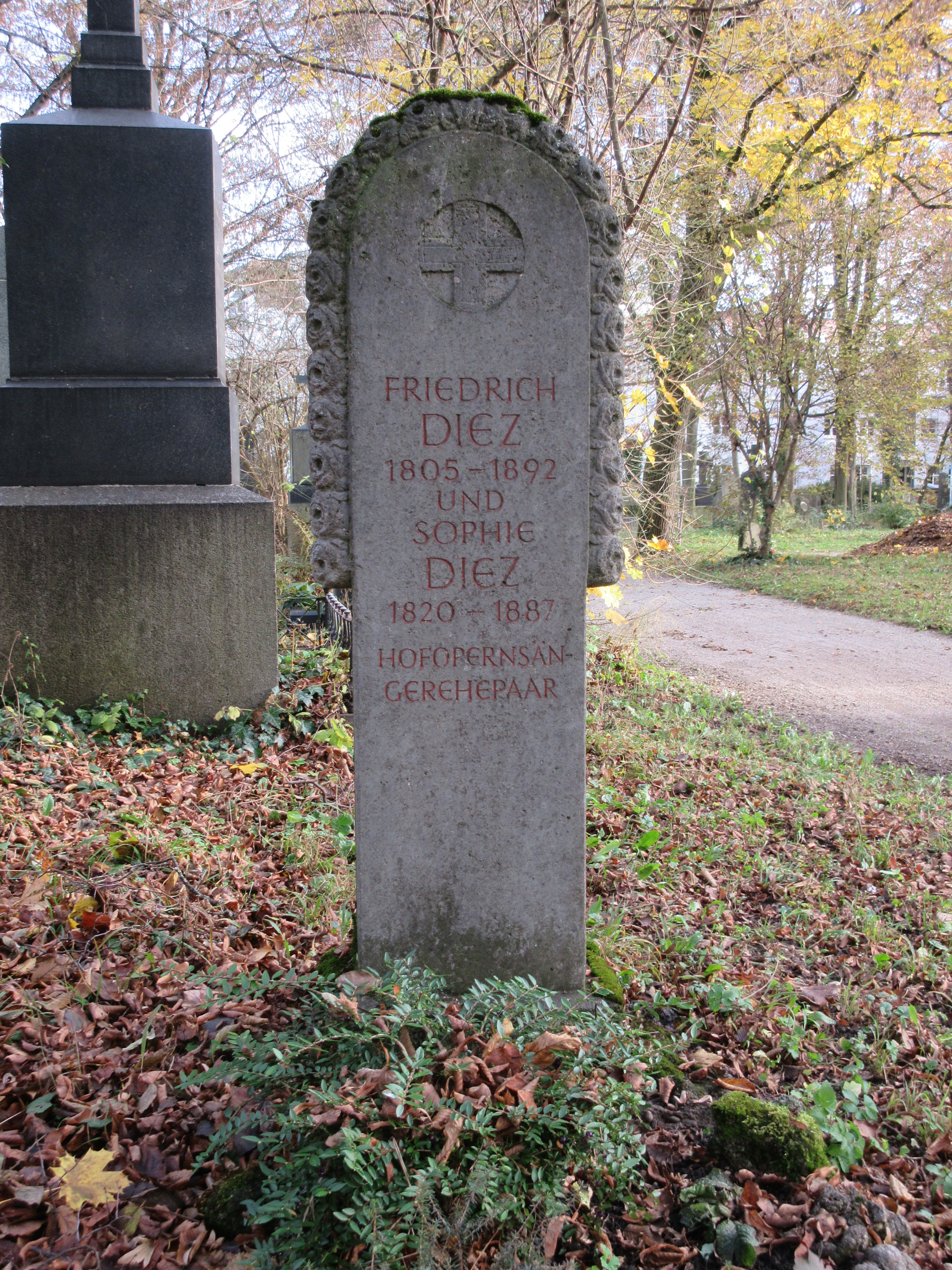
Grab von Sophie Diez auf dem Alten Südlichen Friedhof in München

Am 3. Mai 1887 starb Sophie Diez im Alter von 66 Jahren in München. Die Grabstätte von Sophie Diez befindet sich auf dem Alten Südlichen Friedhof in München (Gräberfeld 4 – Reihe 8 – Platz 57) Standort. Ihr Ehemann Ernst Friedrich Diez überlebte sie um fünf Jahre und starb im Dezember 1892. Auch er ist in dem Grab begraben.

## Rezeption
Ihre schöne Stimme, ihr angenehmes Darstellungsvermögen und eine überraschende Vielseitigkeit zeichneten sie aus. Von der letzteren gibt ihr Repertoire Kunde, das fast alle Partien der großen wie der komischen Oper umfasst. Charakteristisch ist, dass sie in Figaros Hochzeit außer der Marcelline alle Damenrollen, in der Zauberflöte sechs Rollen sang.

## Rollen (Auswahl)
- Angelina – Der Wasserträger (Luigi Cherubini)
- Benjamin – Joseph und seine Brüder (Étienne-Nicolas Méhul)
- Susanna – Die Hochzeit des Figaro (Wolfgang Amadeus Mozart)
- Papagena – Die Zauberflöte (Wolfgang Amadeus Mozart)
- Zerline – Fra Diavolo (Daniel-François-Esprit Auber)
- Page – Die Hugenotten (Giacomo Meyerbeer)
- Marie – Der Waffenschmied (Albert Lortzing)
- Marie – Zar und Zimmermann (Albert Lortzing)
- Frau Fluth – Die lustigen Weiber von Windsor (Otto Nicolai)
- Nandl – Das Versprechen hinterm Herd (Alexander Baumann)